# 勃利·派克
勃利·派克國際集團股份有限公司，港譯作寶麗碧國際集團股份有限公司，簡稱勃利·派克國際集團股份、勃利·派克國際集團、勃利·派克國際、勃利·派克、寶麗碧國際集團股份、寶麗碧國際集團、寶麗碧國際，以及寶麗碧（英語：Polly Peck International plc）。

## 历史
於1940年由當時兩夫妻經營小型紡織公司，其後在1980年被土耳其塞浦路斯企業家阿西爾·納迪爾控股私人公司Restro Investments以27萬英鎊收購58%股權。
1980年7月7日，阿西爾·納迪爾開始委任首席執行官；之後在1980年7月8日進行一次大規模供股集資，總代價為150萬英鎊，展開了新資本另一個投資渠道。1982年，納迪爾在北塞浦路斯設立3家公司，包括Uni-Pac Packaging Industries Ltd、Voyager Kibris Ltd，以及Sunzest Trading Ltd。這個3家公司分別經營生產及銷售容器產品，據了解，銷售將會預計達至210萬英鎊利潤，而Voyager Kibris Ltd則是收購和興建酒店之用，而最後Sunzest Trading Ltd則在銷售水果產品。
1982年，納迪爾進行以收購當時細價股Cornell，持有57%股權，進行大規模供股集資，由最低26便士大幅漲至100便士出售，獲利了276萬英鎊；600萬英鎊則用作投資「Niksar」飲用礦泉水項目，預計銷售達至1億瓶。
1983年至1990年，納迪爾進行大規模收購相關紡織、電子、休閒等活動，包括Santana Inc.、InterCity PLC、瑞興紡織有限公司、怡勝紡織集團、Palmon (UAE) Ltd.、威勝電子集團（土耳其市值最大公司）、地捫、山水電氣、羅素·赫比仕等企業。
截至1990年尾，勃利·派克已由最初市值只有30萬英鎊漲至17億英鎊，故此在1989年納入富時100指數成份股。除稅前利潤為1.614億英鎊，淨資產為8.45億英鎊和17,227員工，其中包括7,500員工則在北塞浦路斯最大附屬相關工作。
但在1990年尾，因為負債已達至13億英鎊而倒閉，則在1993年，由於受到英國政府施壓，包括勃利·派克醜聞、前首席執行官逃亡至北塞浦路斯等負面消息，而最新英國管治守則正式開始引用。2010年8月26日，納迪爾返回英國受審。
2012年1月23日，他被控13項做假帳和虧空公款罪名，到了2012年中期，英國地方法院宣判，納迪爾被控13項罪名，包括盜取勃利·派克公款達至1.5億英鎊、做假帳，其中10項罪名成立，在8月26日，被判入獄10年刑期，成為在英國最大嚴重企業醜聞之一。